# Polyommatus dama
Polyommatus dama is een vlinder uit de familie van de Lycaenidae. De wetenschappelijke naam van de soort is voor het eerst geldig gepubliceerd in 1892 door Otto Staudinger.

## Ondersoorten
- Polyommatus dama dama
- Polyommatus dama karinda (Riley, 1921)